# 낯선 자들의 땅
낯선 자들의 땅(Land of the Strangers)은 한국에서 제작된 오원재 감독의 2017년 드라마 영화이다. 박정후 등이 주연으로 출연하였다.

## 출연

### 주연
- 박정후
- 어성욱
- 오창경

## 제작진
- 총괄프로듀서: 김병준